# Olli Tuominen
Olli Tuominen (* 15. April 1979 in Helsinki) ist ein ehemaliger finnischer Squashspieler. 2012 wurde er Europameister.

## Karriere
Olli Tuominen begann seine Karriere im Jahr 1997 und gewann 15 Turniere auf der PSA World Tour. 1998 wurde er mit der finnischen Nationalmannschaft in seiner Geburtsstadt Helsinki Vizeeuropameister hinter England. Im Einzel erreichte er 2012 das Finale der Europameisterschaft, welches er gegen den Spanier Borja Golán mit 11:8, 11:9 und 11:3 gewann. Erneut war der Austragungsort Helsinki. Seine höchste Platzierung in der Weltrangliste erreichte Olli Tuominen mit Rang 13 im Februar 2006. Mit der finnischen Nationalmannschaft nahm er 1999, 2001, 2003, 2005, 2007, 2009, 2011, 2013 und 2017 an Weltmeisterschaften teil. Von 2000 bis 2014 gewann Olli Tuominen jedes Jahr den finnischen Landesmeistertitel, so auch nochmals 2016, 2017 und 2020. Er beendete im Mai 2019 bei den Montpellier Open seine Karriere.

## Erfolge
- Europameister: 2012
- Gewonnene PSA-Titel: 15
- Finnischer Meister: 18 Titel (2000–2014, 2016, 2017, 2020)